# Ascarophis extalicola
Ascarophis extalicola is een rondwormensoort uit de familie van de Cystidicolidae. De wetenschappelijke naam van de soort is voor het eerst geldig gepubliceerd in 1981 door Appy.